# Who Knew (Band)
Who Knew ist eine aus Reykjavík stammende sechsköpfige Indie-Rock-/New-Wave-Band, die 2005 von Sänger Àrmann und Gitarrist Baldur gegründet wurde.

## Bandgeschichte

### Gründung
Die Band wurde 2005 in einer Garage in Reykjavík ins Leben gerufen. Das einstige Duo durchlebte in den ersten Jahren einige Wechsel, bis die Band schließlich in ihrer heutigen Besetzung bestehend aus Àrmann (Gesang), Baldur (Gitarre & Gesang), Snorri (Lead-Gitarre), Jökull (Bass), Jón Valur und dem neuesten Zugang Hilmir (Synthesizer) ihre Vervollkommnung fand.

### Veröffentlichungen
Nach vier Jahren Songwriting und mehrerer Aufnahmesessions veröffentlichten Who Knew im Frühjahr 2010 auf DevilDuck/101berlin ihr Debütalbum Bits and pieces of a major spectacle. Aufgenommen in dem Studio von Sigur Rós Sundlaugin (Schwimmbad) und in ihrem eigenen Studio „Skjön“ (das übersetzt so viel wie Studio „Schief und Krumm“ bedeutet und seinen Namen dem fehlenden handwerklichen Können der sechs Jungs verdankt) ist dem Album anzuhören, dass besonders der handgefertigte Bau und der Ort wichtig waren. Umgeben von altmodischen Tapeten und überfüllten Aschenbechern entschied sich die Band für mehrere Schichten kreischender Gitarren und Synthesizer-Melodien überlappt von mehrstimmigen Falsetto-Gesang aller Bandmitglieder. Der so entstandene satte Klang ihrer Musik ruft Assoziationen mit Phil Spector’s „Wall of Sound“ hervor, wobei der Gesang einem unter Panikattacken leidenden David Byrne ähnelt und ihre Performance den ein oder anderen an die früheren The Libertines erinnert.

## Diskografie
- 2010: Bits and Pieces of a Major Spectacle (DevilDuck Records/ 101berlin)